# Aguarunichthys
Aguarunichthys es un género de peces de la familia Pimelodidae.

## Especies
Las especies de este género son:
- Aguarunichthys inpai Zuanon, Rapp Py-Daniel & Jégu, 1993
- Aguarunichthys tocantinsensis Zuanon, Rapp Py-Daniel & Jégu, 1993
- Aguarunichthys torosus Stewart, 1986